# يا رجل، أين سيارتي؟
يا رجل، أين سيارتي؟ هو فيلم كوميدي أمريكي من بطولة أشتون كوتشر، شون ويليام سكوت، كريستي سوانسون، جينيفر غارنر ومارلا سوكولوف. صدر الفيلم في 15 ديسمبر 2000.

## وصلات خارجية
- يا رجل، أين سيارتي؟ على موقع IMDb (الإنجليزية)
- يا رجل، أين سيارتي؟ على موقع ميتاكريتيك (الإنجليزية)
- يا رجل، أين سيارتي؟ على موقع روتن توميتوز (الإنجليزية)
- يا رجل، أين سيارتي؟ على موقع نتفليكس (الإنجليزية)
- يا رجل، أين سيارتي؟ على موقع قاعدة بيانات الأفلام العربية
- يا رجل، أين سيارتي؟ على موقع ألو سيني (الفرنسية)
- يا رجل، أين سيارتي؟ على موقع Turner Classic Movies (الإنجليزية)
- يا رجل، أين سيارتي؟ على موقع أول موفي (الإنجليزية)
- يا رجل، أين سيارتي؟ على موقع بوكس أوفيس موجو (الإنجليزية)
- يا رجل، أين سيارتي؟ على موقع فيلمافينيتي (الإسبانية)